# William Edward Frank Britten

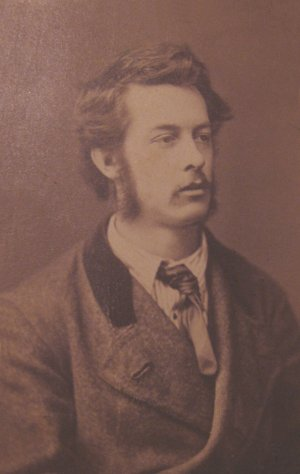
William Edward Frank Britten

William Edward Frank Britten (* 1848 in Lambeth, London; † 1916 in Kingston, Surrey) war ein britischer Maler und Illustrator. Sein Werk ist geprägt vom viktorianischen Klassizismus und dem Einfluss der Präraffaeliten.

## Leben
William Edward Frank Britten wurde 1848 als Sohn von William Goodwyn Price Britten und Ellen Eliza Richardson im Londoner Stadtteil Lambeth geboren. 1866 wurde er zur Probe an die Royal Academy of Arts in London zugelassen und 1867 als regulärer Student aufgenommen. Ab 1873 stellte er regelmäßig bei der Royal Society of British Artists aus und arbeitete in London bis mindestens 1890. Er war an der Ausgestaltung der Kuppel der St. Paul’s Cathedral beteiligt, wo er nach dem Tod von Alfred Stevens Entwürfe für die Spandrillen mit den Propheten Jeremias, Ezechiel und Daniel sowie den Evangelisten Markus, Lukas und Johannes anfertigte. 1891 kaufte er sich ein Atelier. 1891 ließ er sich von Charles Voysey in der St Dunstans Road in London ein Atelierhaus im Stil der Arts and Crafts-Bewegung errichten. Um 1912 lehrte er an der Glasgow School of Art. Britten war zwei Mal verheiratet und hatte vier Kinder. Er starb 1916 in Kingston, Surrey.

## Werk

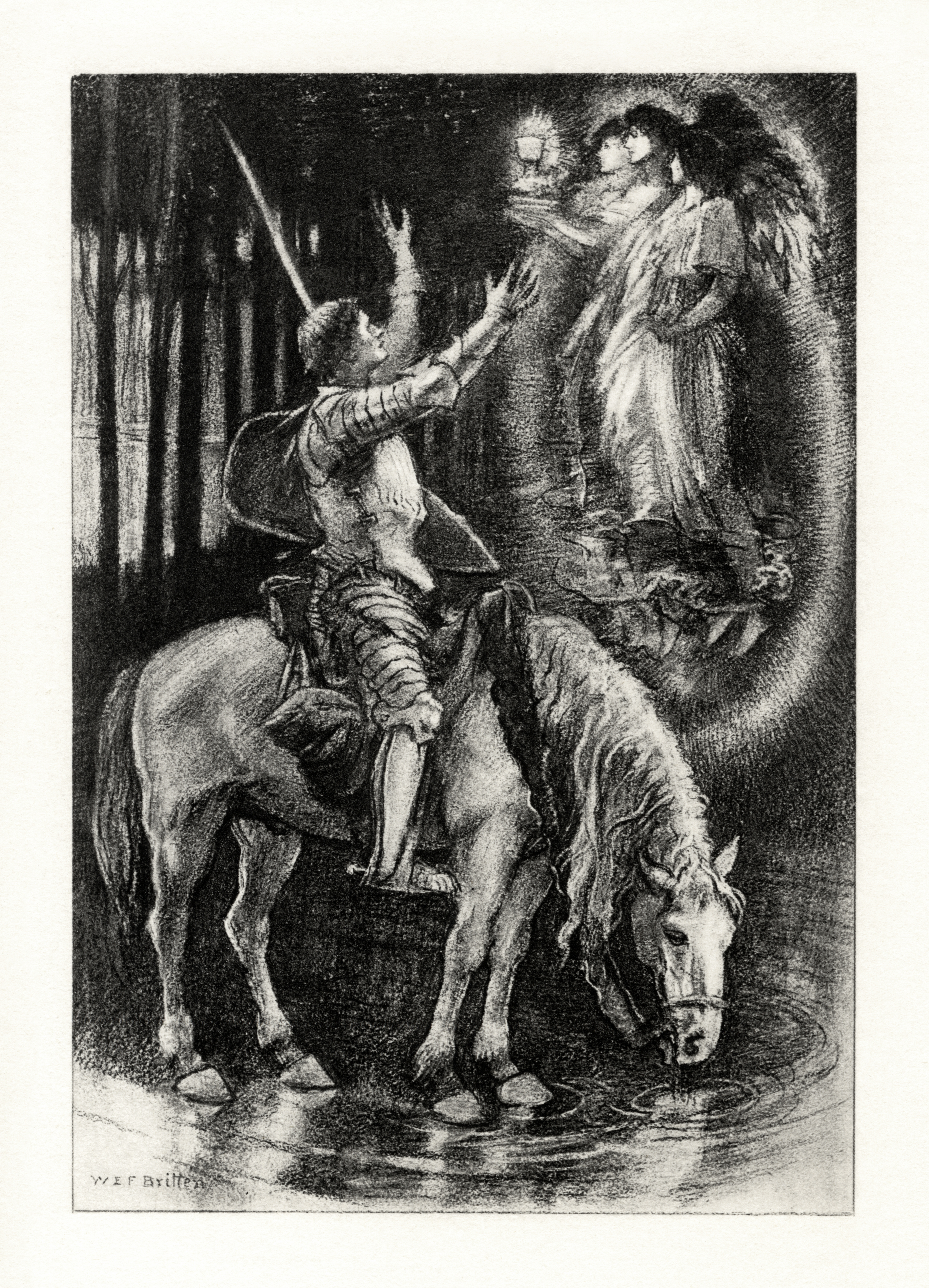
W.E.F. Britten: The Early Poems of Alfred, Lord Tennyson – Sir Galahad

Brittens Werk umfasst Gemälde, Buchillustrationen und kunstgewerbliche Arbeiten. Sein Stil reicht vom viktorianischen Klassizismus bis hin zu präraffaelitischen Einflüssen. Er illustrierte Werke wie Algernon Charles Swinburnes Carols of the Year (1893), Moira O’Neills The Elf-Errant (1895), Edmund Gosses Übersetzung von Undine (1896) und Alfred Tennysons The Early Poems (1901). Seine Gemälde befinden sich u. a. in der St. Paul’s Cathedral in London.